# Andira
Andira là một chi rau đậu thuộc họ Fabaceae. 
Nó gồm các loài:
- Andira galeottiana
- Andira inermis
- Andira humilis

## Hình ảnh

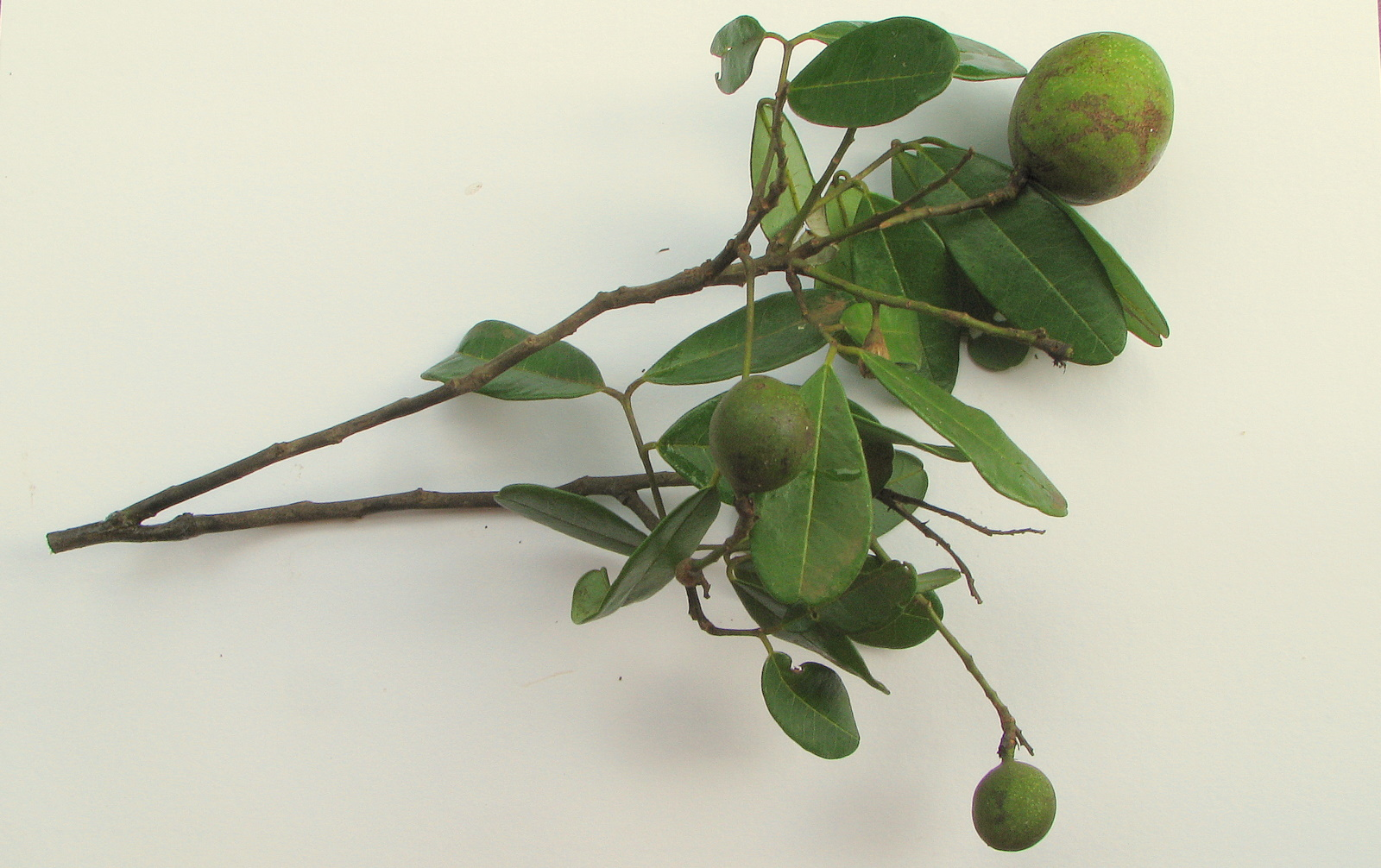
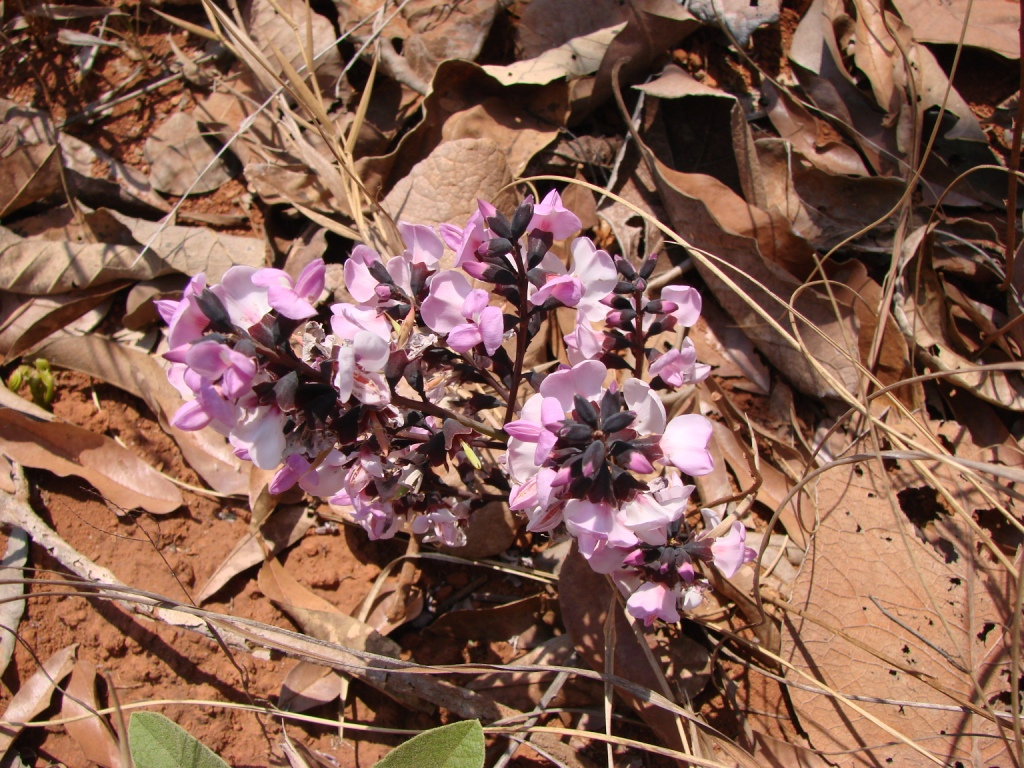
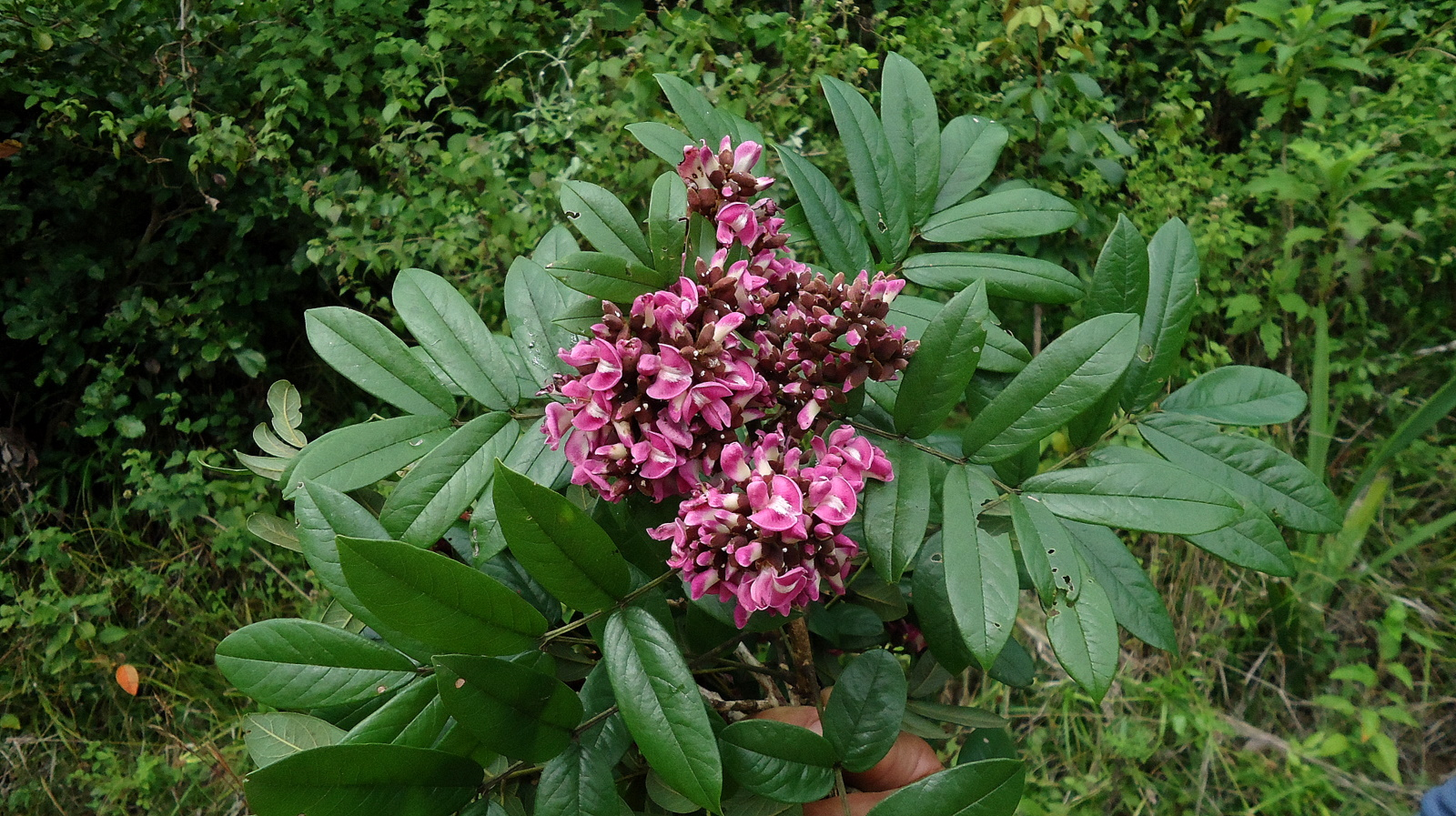
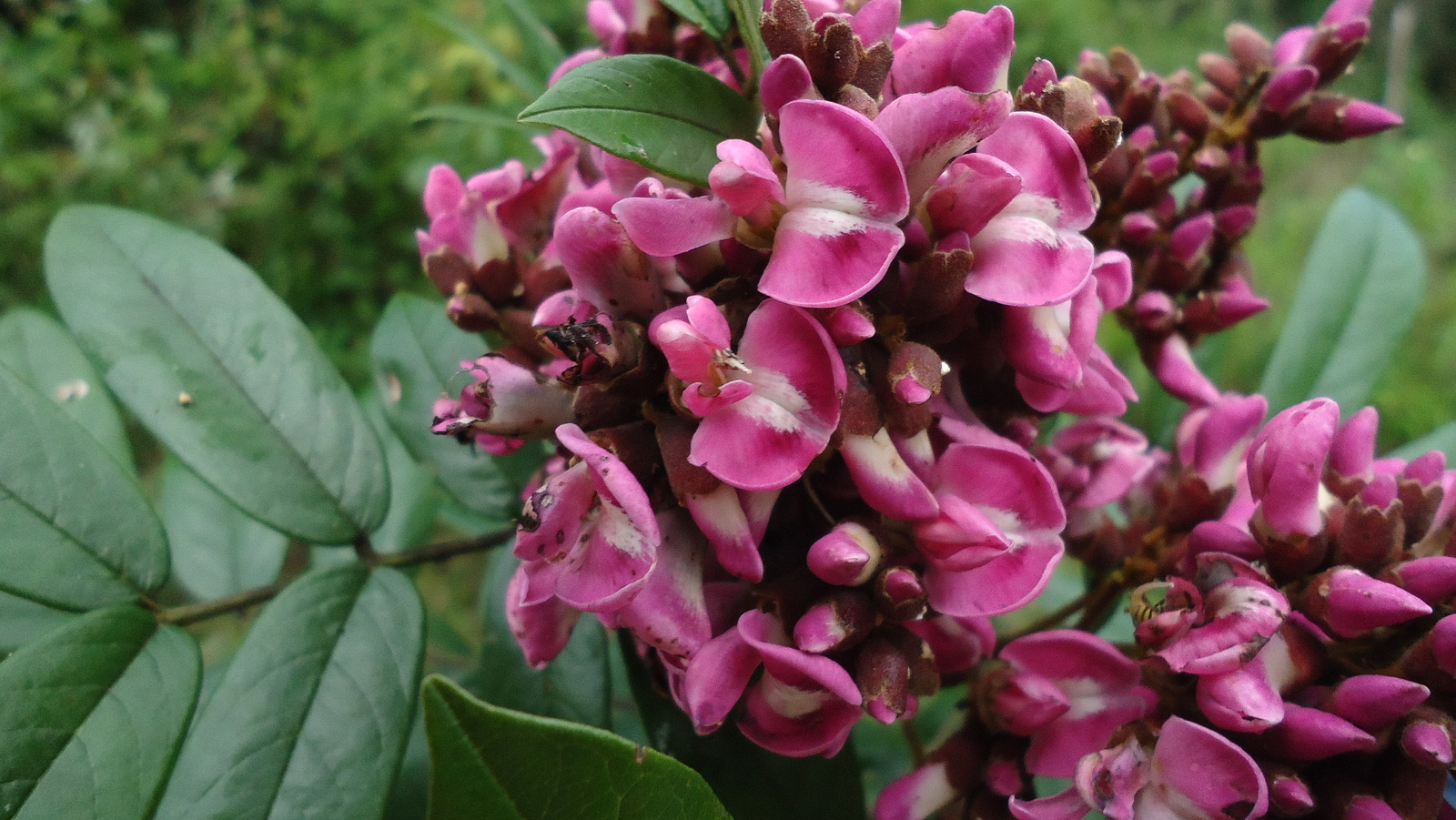